# Mercedes-Benz MB820
Mercedes-Benz MB820 – wysokoobrotowy, czterosuwowy dwunastocylindrowy silnik wysokoprężny o pojemności 59,2 litra i mocy 440 kW przy 1400 obrotów na minutę w układzie V, przeznaczony dla lokomotyw spalinowych oraz okrętów podwodnych. Silnik MB820 zbudowany jest z 12 cylindrów ze wstępną komorą spalania, umieszczonych w dwóch rzędach odchylonych od siebie pod kątem 60°. Każdy z cylindrów ma 2 zawory ssące oraz parę zaworów wydechowych. Skok każdego zaworu kontrolowany jest przez wspólny dla obu rzędów cylindrów wał rozrządu, przy użyciu popychaczy i wahaczy.
Silnik został opracowany w Niemczech przez Mercedes-Benz, jednak pod oznaczeniem 12V493 AZ80 GA31L produkowany był także przez MTU Friedrichshafen (MTU). Mimo że pierwotnie przeznaczony był przede wszystkim do użycia w lokomotywach spalinowych, znalazł szerokie zastosowanie do napędu powojennych okrętów podwodnych. Wyposażone weń zostały wydobyte z dna pierwsze powojenne okręty podwodne Bundesmarine; Hai (S170) i Hecht (S171) typu XXIII oraz „Wilhelm Bauer” typu XXI, a następnie wszystkie jednostki pierwszej powojennej generacji niemieckich okrętów podwodnych typów 201 oraz 205. Okręty typu 206 zostały wyposażone w odmianę tych silników produkowaną przez MTU, zaś jednostki typu 202, napędzane były ośmiocylindrową wersją tych jednostek napędowych oznaczoną jako MB836. W silniki MB820 wyposażone zostały także jednostki zaprojektowanego i wybudowanego dla Norwegii typu 207, które służyły w marynarce norweskiej jako typ Kobben, a cztery z nich zostały podarowane przez Norwegię Polsce, gdzie służyły jako ORP „Sokół”, „Sęp”, „Kondor” oraz „Bielik”.